# 川島利治
川島 利治（かわしま としはる、1962年 - ）は、日本の保健体育教諭かつスポーツ指導者。2019年には日本陸上競技連盟から「高校生優秀指導者章」を授与された。
東京都高等学校体育連盟陸上競技専門部役員組織の会計監査を務める。

## 来歴
東京都青梅市で生まれ育つ。中学時代から陸上競技に取り組み、都立昭和高校から日体大に進学。自身は日本体育大学在学中（81A）に800mで日本インカレに出場した経歴を持つ。東京都立昭和高等学校・南多摩高等学校・東大和高等学校で、800ｍ走全国優勝の下平芳弘（南多摩卒・現白梅学園高等学校顧問）を始めとし、多くの全国大会出場者を輩出、関東駅伝には5度駅伝チームを送り出すなど、指導歴を認めらた。また東京都高体連陸上競技専門部強化委員会中距離ブロック担当
。

## 人物
高校は同期3人、日体大では部員800人。自分で練習を工夫し成長した選手時代
高校の陸上部では同学年の男子は3人。中長距離は私1人でした。
顧問の先生は陸上競技をやっていた人ではなかったので、練習は自分たちで考えていました。
専門雑誌に載っている練習を参考にしたり、自分より速い他校の子と友だちになって、「どんな練習をやっているの？」と聞いたり。そんな環境でしたから、強い大学でもう少し陸上をやってみたいと思ったんです。—「ランナーズ」2020年1月号

## 指導歴
- 1997年 - 2006年 昭和高等学校赴任
- 2007年 - 2013年 南多摩高等学校赴任/中長距離監督
- 2014年 - 2022年 東大和高等学校赴任/多数の選手を全国大会へ出場させた
- 2023年 - 東大和南高校赴任

—「ランナーズ」2020年1月号より